# 愛知高速交通100形電車
愛知高速交通100形電車（あいちこうそくこうつう100がたでんしゃ）は、愛知高速交通東部丘陵線（リニモ）の磁気浮上式鉄道車両である。

## 概要
2005年3月6日のリニモ開通と同時に営業運転を開始した。中部HSST開発が開発したHSST-100L車両を基に3両編成化したもので、日本初の常設営業用磁気浮上式鉄道用車両である。1編成当たりの価格は約7億7700万円である。
編成番号01 - 09の3両編成9本（27両）があり、全編成が日本車輌製造で落成した。そのうち01編成は先行車両として2002年11月に落成（入籍は2005年3月）し、中部HSSTの大江実験線で試験を行った上で量産車改造を施工のうえ実際の営業に投入された。

### 09編成について
09編成は2005年日本国際博覧会（愛・地球博、愛知万博）における輸送力増強のために増備された編成である。この編成のみ2005年日本国際博覧会協会が所有しており、先頭車の前面左下に日本船舶振興会（日本財団）のロゴマークが貼付された他、車体塗装も万博のための特別塗装だった。万博閉幕後は運用から外れ車両基地から搬出されたため、2006年以降は01 - 08編成の8本体制となった。
その後、2022年11月1日に開設されたジブリパークへの輸送力強化の観点から、2017年に09編成の買い戻しを三菱重工業に打診したが難色を示された。しかし、2018年秋に事業見直しにより三菱重工業から譲渡可能の連絡があり、総額30万円で買い戻した上で約3億円かけて営業運行できる状態に整備され、2022年10月13日から17年ぶりに運用に復帰した。

## 車両概説

### 車体
車体構造はアルミニウム合金を採用した軽量なもので、製造は日本車輛製造が行っている。
車体は白を基調とし、透明感が感じ取れるブルーを象徴的に構成して、路線の愛称であるリニモのロゴタイプを車体中央に配している。先頭車前面はダイヤモンドカット状の特徴的な総ガラス張りとなっており、非常に視界の良いものとなっている。
本車両は通年空調装置を使用する前提で、全面的に固定窓を採用している。磁気浮上式で走行音が非常に小さいため、防音の必要が小さく、ガラスの占める割合が高い。
前照灯は左右2灯ずつで、その外側に赤色尾灯が1灯ずつが配されている。（全駅にフルスクリーンタイプのホームドアが完備されており、乗客は駅の発車標で行先を知ることができるため、）行先表示器の設置は無い。前照灯にはHIDが採用されていたが、2017年（平成29年）末頃から順次LEDに交換されている。
通常は車輪を使用しないが、非常時には車輪で走行可能である。

### 車内
立体的な造形感と未来性を表現しつつ軽量化を実現するために、天井素材をパンチング素材と連続した面照明としている。
座席はセミクロス配置で、路線の短さから乗り心地よりも軽量性を優先して製作されている。スタンションポールを積極的に活用し、吊り革は車両中央部にのみ配している。
マスコンは右手操作型のワンハンドル式である。

### 編成
車両番号は3桁の数字のみで表され、百位は系列を表す「1」、十位は編成番号、一位は編成内の順位を表し、藤が丘方から1-3の順である。
|          | ← 藤が丘八草 → |            |             |
| 形式     | 101形 (Mc1)    | 102形 (M)  | 103形 (Mc2) |
| 車両番号 | 111 ： 191     | 112 ： 192 | 113 ： 193  |

増収策の一環として車体広告車やヘッドマークを掲示した編成となっていることもある。

## 受賞歴
- 2005年度グッドデザイン賞 商品デザイン部門
- 2006年度ローレル賞

## 写真集

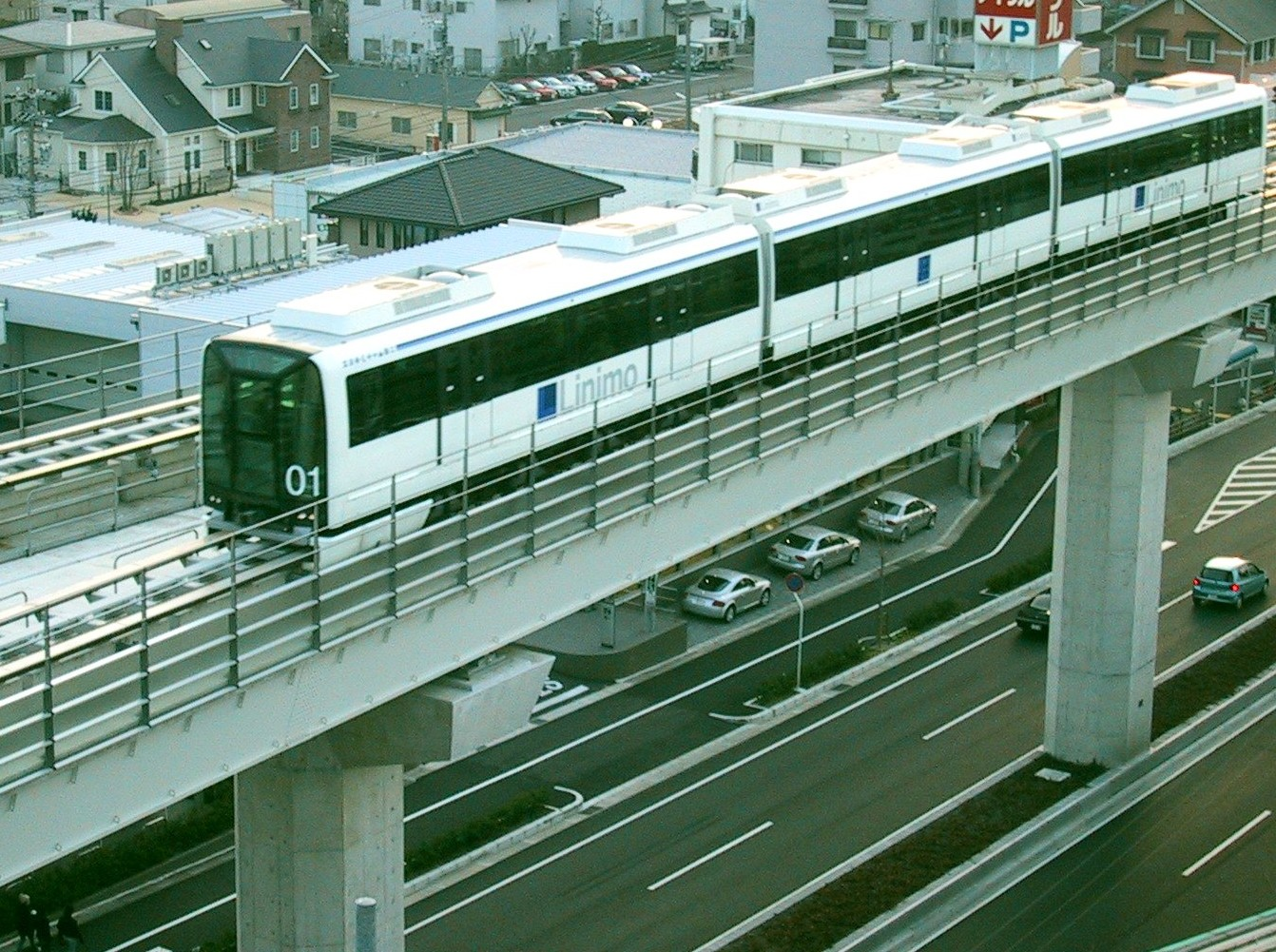
2005年3月撮影。はなみずき通駅 - 杁ヶ池公園駅間の高架上を走る100形。
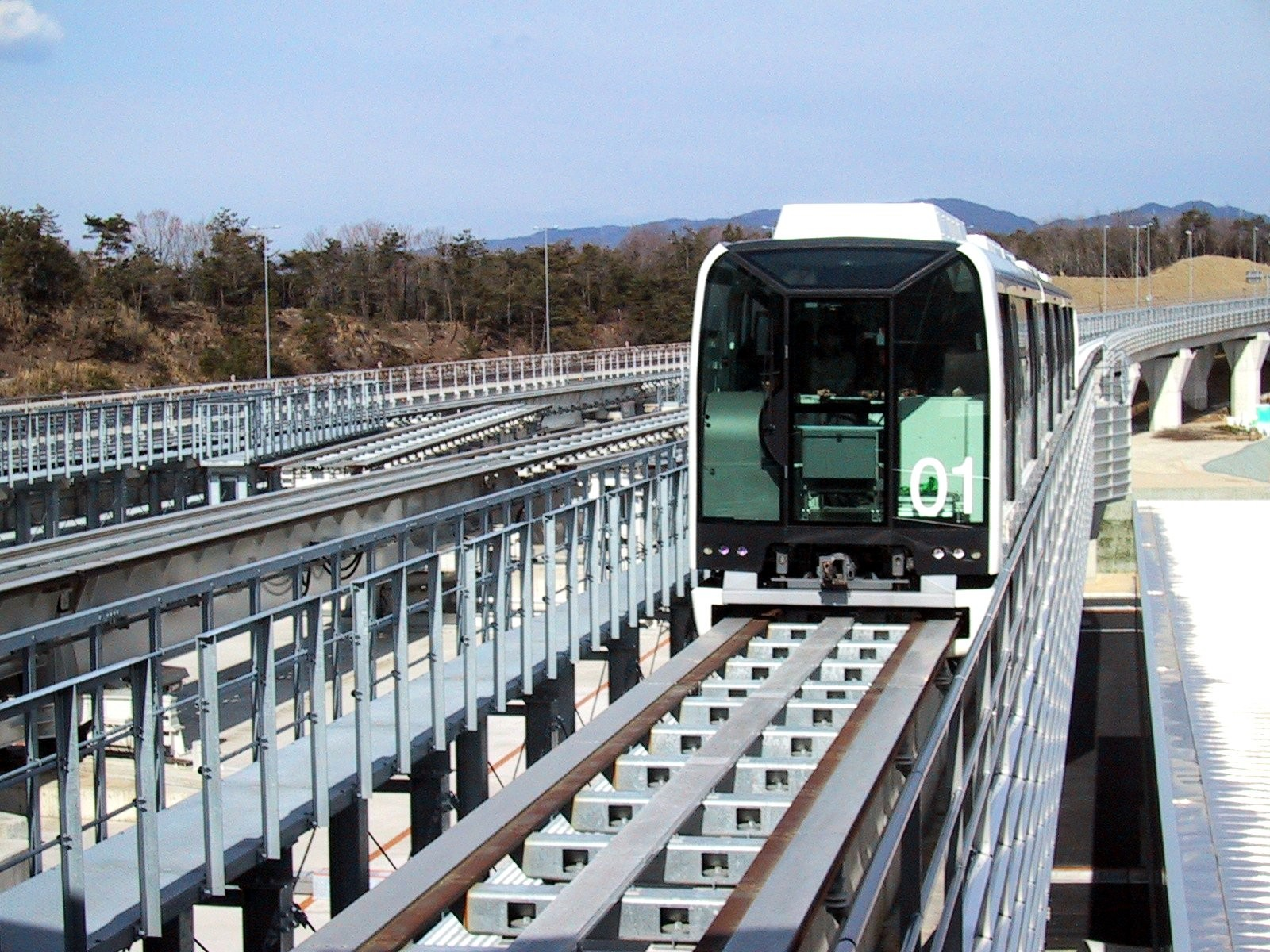
愛・地球博記念公園駅（旧「万博会場駅」）に到着した100形。
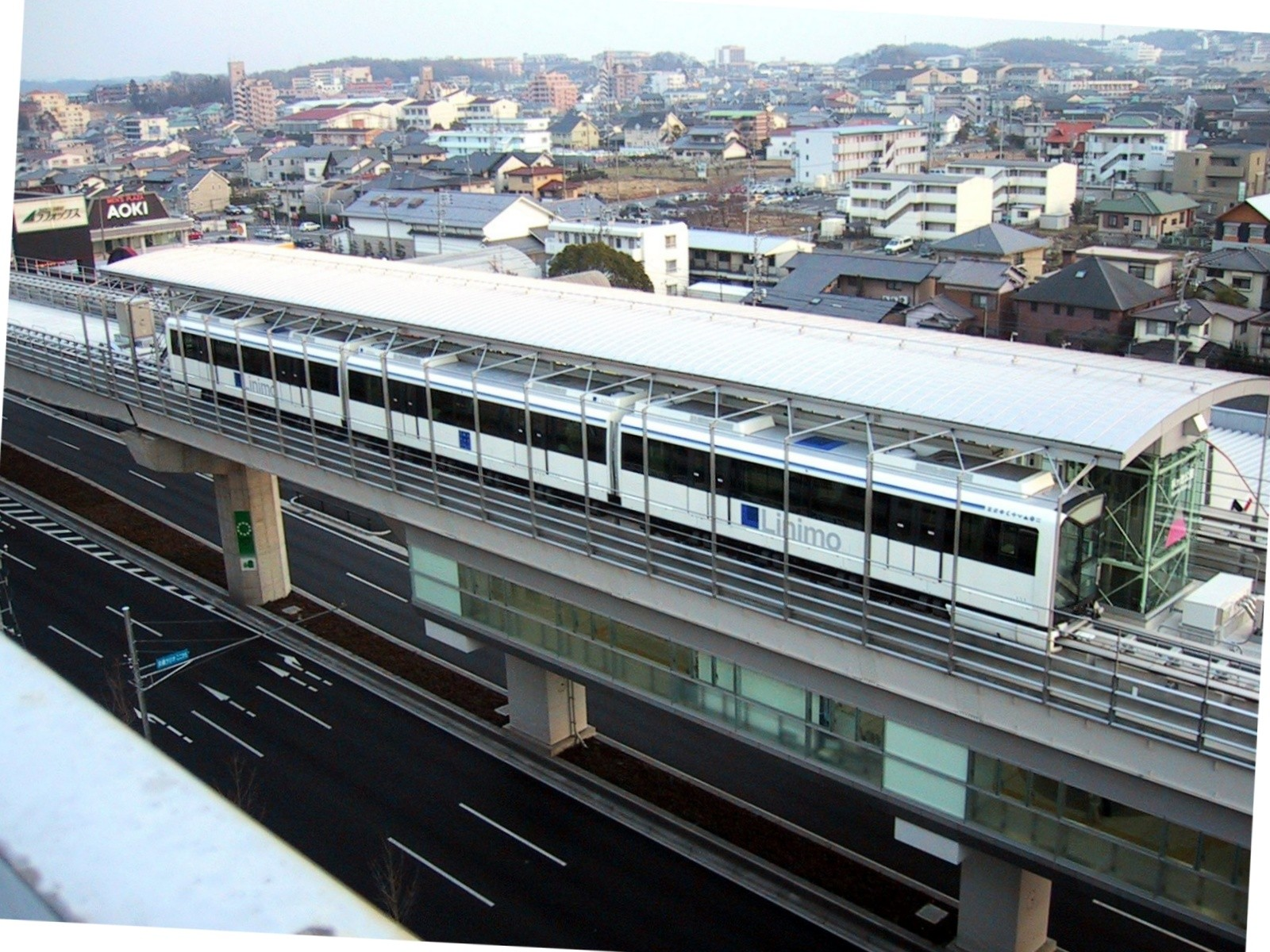
2005年3月撮影。杁ヶ池公園駅に停車する100形。
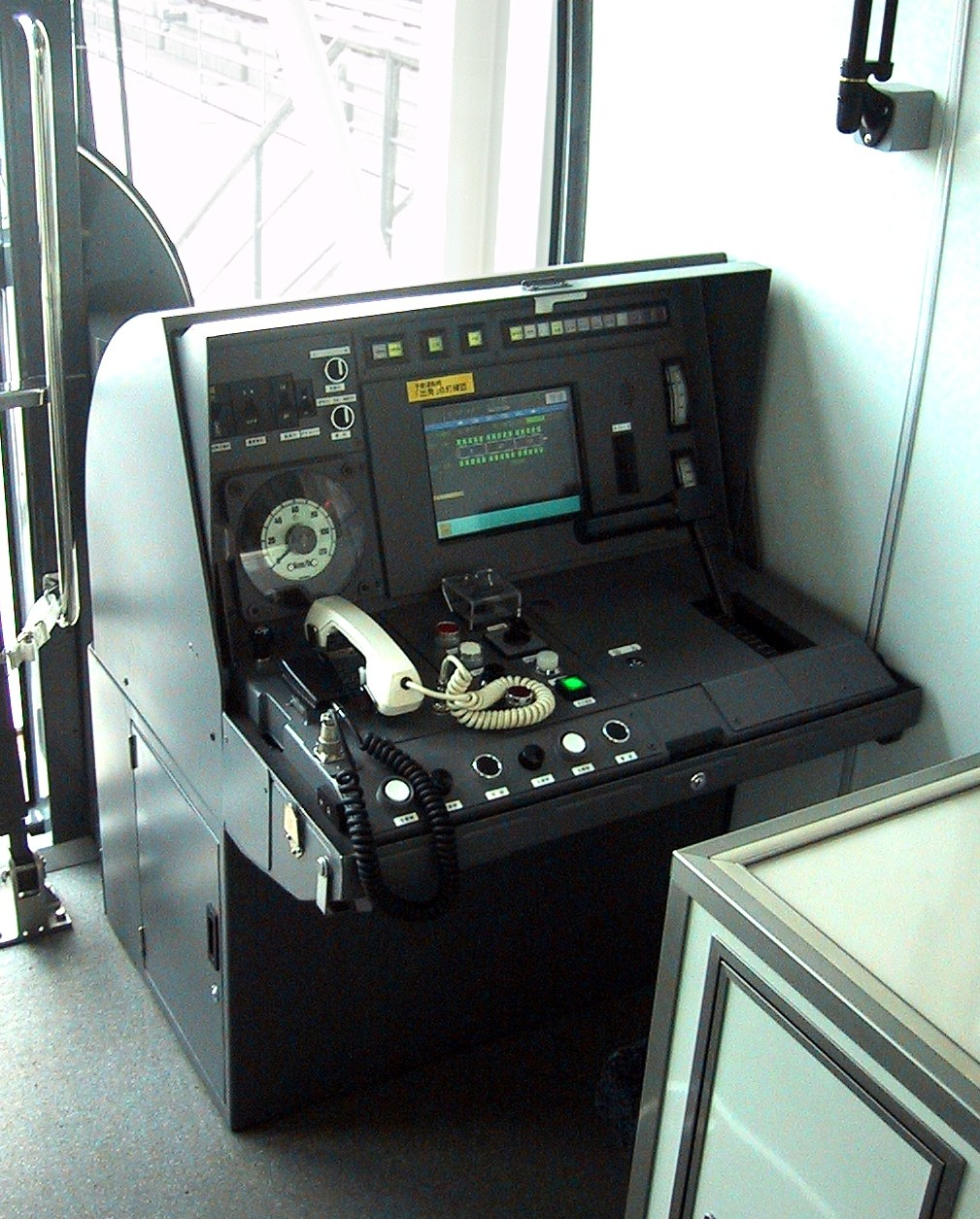
2005年3月撮影。車両運転席。
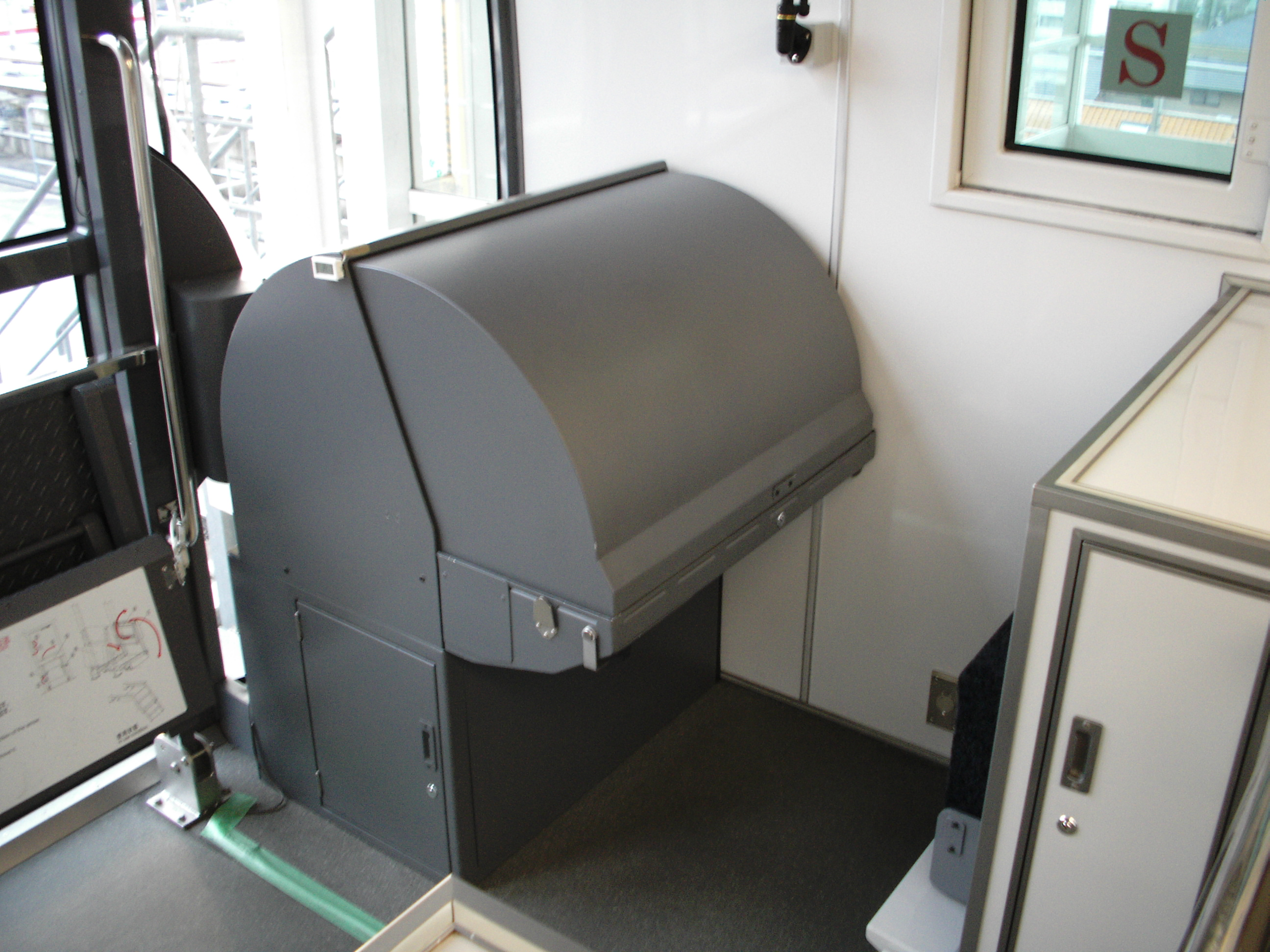
2007年1月撮影。車両運転席（カバーを閉じた状態）。
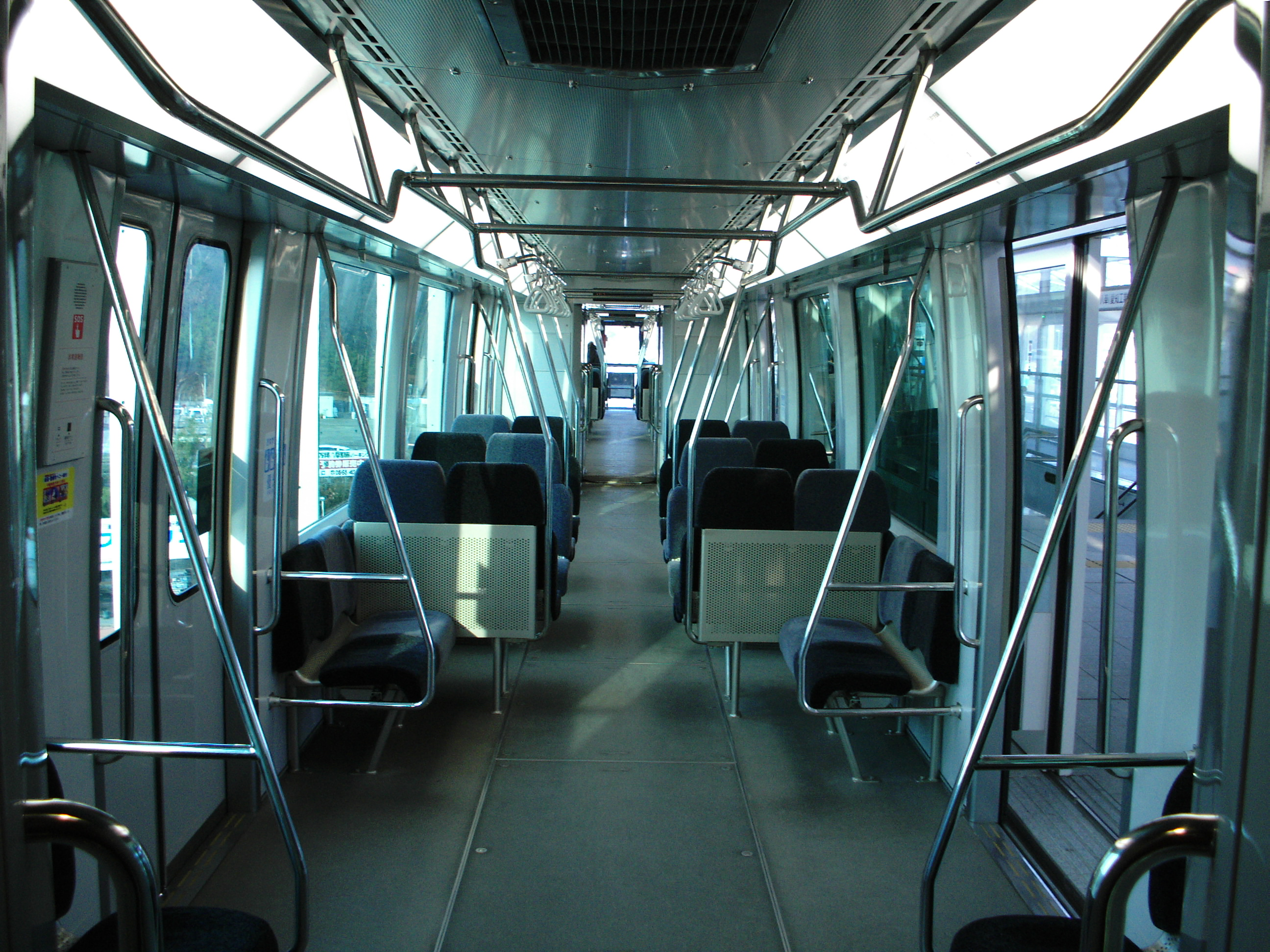
車内